# Ferdinand Wibel
Heinrich Ferdinand Richard Wibel (* 13. Mai 1840 in Hamburg; † 14. Mai 1902 in Freiburg im Breisgau) war ein deutscher Chemiker und Lehrer.

## Leben
Ferdinand Wibel war ein Sohn des Naturforschers Karl Wiebel. Nach dem Besuch der Gelehrtenschule des Johanneums und des Akademischen Gymnasiums in Hamburg studierte er von 1859 bis 1864 Chemie, Physik, Mineralogie und Mathematik in Jena, Berlin und Göttingen. 1864 wurde er bei Friedrich Wöhler an der Universität Göttingen promoviert. Von 1866 bis 1878 lehrte er am Akademischen Gymnasium. Er assistierte ab 1870 zudem seinem dort als Professor eingestellten Vater, der zu dieser Zeit erblindet war. Wie dieser hielt er dort Vorlesungen in den Fächern Physik, Chemie und Mineralogie.
Von 1878 bis 1893 stand Ferdinand Wibel als erster Direktor dem Chemischen Staatslaboratorium in Hamburg vor. Dieses war aus dem chemischen Laboratorium des Akademischen Gymnasiums hervorgegangen und wurde 1919 Bestandteil der neu gegründeten Universität Hamburg. Daneben war Wibel von 1872 bis ca. 1893 als Assessor für Chemie in Hamburg tätig und agierte in dieser Funktion als amtlicher Sachverständiger für Behörden und Gerichte. 1889 erhielt er den Professoren-Titel.
Neben der Chemie beschäftigte sich Wibel auch mit Anthropologie und Urgeschichte. Er führte Ausgrabungen in der Umgebung von Hamburg durch und befasste sich in seinen Arbeiten insbesondere mit Analysen bronzezeitlicher Metalle sowie der Entstehung und Zusammensetzung der Patina und Veränderungen von Knochen bei langer Lagerungszeit im Erdboden. Wibel war Gründungsmitglied der Deutschen anthropologischen Gesellschaft und leitete deren Ortsgruppe Hamburg-Altona. Von 1879 bis 1894 saß er im Beirat der Geographischen Gesellschaft in Hamburg.
1893 wurde Wibel wegen eines schweren Augenleidens aus dem Hamburger Staatsdienst verabschiedet. Danach lebte er in Freiburg im Breisgau, wo er nach langer Krankheit am 14. Mai 1902 – einen Tag nach seinem 62. Geburtstag – starb.

## Veröffentlichungen (Auswahl)
- Beiträge zur Kenntniss antiker Bronzen vom chemischen Standpuncte. Hamburg 1863.
- Versuche über die Reduction von Kupferoxyd-Salzen durch Eisenoxydul-Salze zu metallischem Kupfer oder Kupferoxydul. Dissertation Göttingen [vom 22. Juni 1864]. Wörmer, Hamburg 1864.
- Die Cultur der Bronze-Zeit Nord- und Mittel-Europas. Chemisch-antiquarische Studien über unsere vorgeschichtliche Vergangenheit und deren Bergbau, Hüttenkunde, Technik und Handel. (= 26. Bericht der Schleswig-Holstein-Lauenburgischen Gesellschaft für die Sammlung und Erhaltung vaterländischer Alterthümer.) In Commission der akademischen Buchhandlung, Kiel 1865.
- Der Gangbau des Denghoogs bei Wenningstedt auf Sylt. (= 29. Bericht der Schleswig-Holstein-Lauenburgischen Gesellschaft für die Sammlung und Erhaltung vaterländischer Alterthümer). Maack’s, Kiel 1869 (Online).
- Die Veränderungen der Knochen bei langer Lagerung im Erdboden und die Bestimmung ihrer Lagerungszeit durch die chemische Analyse: ein chemischer Beitrag zu geologischen und archaeologischen Forschungen. herausgegeben von Karl Wiebel, Meissner, Hamburg 1869.
- Zur Münzgeschichte der Grafen von Wertheim und des Gesammthauses Loewenstein-Wertheim. Winkel, Bielefeld 1874.
- Die Fluss- und Bodenwässer Hamburgs. Hamburg, Gedruckt bei T. G. Meissner, 1876.[4]
- Schwankungen im Chlorgehalt und Härtegrad des Elbwassers bei Hamburg. Hamburg 1887.
- Die alte Burg Wertheim am Main und die ehemaligen Befestigungen der Stadt. Nach architektonischen, geschichtlichen und culturhistorischen Gesichtspunkten untersucht und mit Benutzung der hinterlassenen Arbeiten des Professors Karl Wibel dargestellt. Akademische Verlagsbuchhandlung von J. C. B. Mohr, Freiburg 1895.